# Opowieści złotej małpy
Opowieści złotej małpy (ang. Tales of the Gold Monkey, 1982–1983) – amerykański serial przygodowy stworzony przez Donalda Bellisario.
Jego światowa premiera odbyła się 22 września 1982 roku na kanale ABC i był emitowany do 1 czerwca 1983 roku. W Polsce serial nadawany był na kanale RTL 7.

## Obsada
- Stephen Collins jako Jake Cutter
- Jeff MacKay jako mechanik Corky
- Caitlin O'Heaney jako Sarah Stickney White
- John Calvin jako Willie Tenboom
- Ron Moody jako "Bon Chance" Louie (pilot)
- Roddy McDowall jako "Bon Chance" Louie (serial)
- Marta Dubois jako księżniczka Koji
- John Fujioka jako Todo
- Les Jankey jako Gushie
- Ahmed Kalane jako barman

## Spis odcinków
| N/o            | Tytuł angielski            |
| -------------- | -------------------------- |
|                |                            |
| SERIA PIERWSZA |                            |
|                |                            |
| 01             | Tales of the Gold Monkey   |
| 02             | Tales of the Gold Monkey   |
|                |                            |
| 03             | Shanghaied                 |
|                |                            |
| 04             | Black Pearl                |
|                |                            |
| 05             | Legends Are Forever        |
|                |                            |
| 06             | Escape From Death Island   |
|                |                            |
| 07             | Trunk From the Past        |
|                |                            |
| 08             | Once a Tiger...            |
|                |                            |
| 09             | Honor Thy Brother          |
|                |                            |
| 10             | The Lady and the Tiger     |
|                |                            |
| 11             | The Late Sarah White       |
|                |                            |
| 12             | The Sultan of Swat         |
|                |                            |
| 13             | Ape Boy                    |
|                |                            |
| 14             | God Save the Queen         |
|                |                            |
| 15             | High Stakes Lady           |
|                |                            |
| 16             | Force of Habit             |
|                |                            |
| 17             | Cooked Goose               |
|                |                            |
| 18             | Last Chance Louie          |
|                |                            |
| 19             | Naka Jima Kill             |
|                |                            |
| 20             | Boragora or Bust           |
|                |                            |
| 21             | A Distant Shout of Thunder |
|                |                            |
| 22             | Mourning Becomes Matuka    |
|                |                            |